# Qin Yiyuan
Qin Yiyuan (n. 14 februarie 1973, Guangxi, Republica Populară Chineză) este o jucătoare de badminton ce a reprezentat Republica Populară Chineză, medaliată olimpică. A participat la 2 ediții ale Jocurilor Olimpice (1996, 2000) în care a câștigat două medalii de bronz.